# Słudwia, Tỉnh West Pomeranian
Słudwia [ˈswudvja] (tiếng Đức: Karolinenhof) là một ngôi làng thuộc khu hành chính của Gmina Płoty, thuộc quận Gryfice, West Pomeranian Voivodeship, ở phía tây bắc Ba Lan. Nó nằm khoảng 2 kilômét (1 mi) phía đông nam Płoty, 14 km (9 mi) về phía đông nam Gryfice và 63 km (39 mi) về phía đông bắc của thủ đô khu vực Szczecin.
Trước năm 1945, khu vực này là một phần của Đức. Đối với lịch sử của khu vực, xem Lịch sử của Pomerania.